# Бариляк
Бариляк — українське прізвище.

## Відомі носії
- Бариляк Володимир Ярославович — старший сержант поліції України, нагороджений орденом За мужність III ступеня.
- Бариляк Ігор Романович (1942—2009) — лікар, медичний генетик, професор.
- Бариляк Марія Кирівна (1892—1990) — українська дитяча письменниця. Дружина Олександра Матвійовича.
- Бариляк Олександр Матвійович (1876—1953) — український фольклорист, юрист.
- Бариляк Роман Олександрович (1912—1988) — лікар-оториноларинголог, професор.